# Roswitha Lüder
Roswitha Lüder (* 19. August 1935 in Langenberg) ist eine deutsche Malerin des Informalismus.

## Biografie
Roswitha Lüder begann 1954 ihr Studium an der Textilingenieurschule Krefeld, das sie 1955 an der Werkkunstschule Wuppertal fortsetzte. Im Jahr 1957 heiratete sie den Maler Rudolf Vombek, mit dem sie bis zu dessen Tod 2008 in Herdecke zusammen lebte und arbeitete. Roswitha Lüder gilt als wichtige Malerin des deutschen Informel der 1960er bis 1980er Jahre.
Roswitha Lüder ist ehemaliges Mitglied des Deutschen Künstlerbundes und des Westdeutschen Künstlerbundes sowie Gründungsmitglied der Internationalen Aktionsgemeinschaft bildender Künstlerinnen (IntAkt), Wien. Von 1982 bis 1984 hatte sie einen Lehrauftrag an der Fachhochschule Dortmund inne. Sie lebt und arbeitet in Herdecke. Von 1996 bis 2008 führte sie zusätzlich ein zweites Atelier auf Langeland (Dänemark), 2009 ein Gastatelier in der Cité Internationale des Arts Paris. Seit 1963 befinden sich von ihr gestaltete Bleiglasfenster und Natursteinmosaik-Wände im
öffentlichen und sakralen Raum.

## Preise/Auszeichnungen
- 1957 Kunstpreis Graphik „Jung-Westfalen“, Westfälischer Kunstverein, Landesmuseum Münster
- 1959 Kunstpreis des Deutschen Ev. Kirchentages, München
- 1962 Zusatzpreis zum „Deutschen Kunstpreis der Jugend“, Württembergischer Kunstverein, Stuttgart
- 1963 Förderpreis zum „Karl-Ernst-Osthaus-Preis“, Hagen
- 1964 Bronze Médaille de la Ville de Paris, „Club International Feminine“, Musée d‘Art Moderne, Paris
- 1967 Stipendium der Aldegrever-Gesellschaft, Münster
- 1970 Stipendium internationale Malerwochen, „Beispiel Eisenstadt“, Österreich
- 1982 Internationales Bildhauersymposium St. Margarethen, Österreich

## Einzelausstellungen (Auswahl)
- 1958 Galerie Clasing, Münster
- 1959 Kunstpavillon Soest
- 1960 Galleria d‘Arte Totti, Mailand (mit Rudolf Vombek) und Galerie Falazik, Bochum
- 1963 Karl-Ernst-Osthaus Museum, Hagen (mit Rudolf Vombek)
- 1968 Kunstverein Oldenburg
- 1970 Faculty of Art Galerie, Leeds (mit Rudolf Vombek)
- 1972 Kunsthalle Wilhelmshaven (mit Rudolf Vombek)
- 1976 Hagener Kunstkabinett Schlieper und Busch
- 1983 Städt. Galerie Villingen-Schwenningen
- 1984 Kunstverein Bochum, Haus Kemnade
- 1995 Retrospektive, Märkisches Museum, Witten
- 2003 Langelands Museum Rudkoebing, Dänemark (mit Rudolf Vombek)

## Arbeiten im öffentlichen Besitz (Auswahl)
- Westfälischer Kunstverein, Landesmuseum Münster
- Von der Heydt-Museum, Wuppertal
- Osthaus Museum Hagen
- Märkisches Museum, Witten
- Städtische Galerie, Bochum
- Gustav-Lübcke-Museum, Hamm
- Kunsthalle Wilhelmshaven
- Museum am Ostwall, Dortmund
- Städtisches Museum, Wiesbaden
- Gutenberg-Museum, Mainz
- Städtische Galerie, Villingen-Schwenningen
- Staatliche Kunstsammlung, Dresden
- The Corcoran Gallery of Art, Washington
- Kunstsammlungen der Veste Coburg